# Nikolas Ferreira
Nikolas Ferreira de Oliveira (Belo Horizonte, 30 de maio de 1996) é um político brasileiro, filiado ao Partido Liberal (PL) e atualmente deputado federal pelo estado de Minas Gerais. Anteriormente, foi vereador de Belo Horizonte de 2021 a 2023.
Formado em direito pela PUC-Minas e identificado com a direita conservadora, adquiriu notoriedade nacional graças às polêmicas em que se envolveu, incluindo a defesa de ideias negacionistas, a resistência às medidas contra a pandemia de COVID-19, os discursos transfóbicos e discriminatórios, além da propagação de notícias falsas, tendo, ainda, apoiado e incentivado as manifestações golpistas e os ataques às sedes dos Três Poderes em 2023, posições pelas quais é frequentemente apontado como integrante da extrema-direita brasileira.
Em 2020, foi eleito vereador de Belo Horizonte com a segunda maior votação, atrás apenas de Duda Salabert. Nas eleições de 2022, foi o deputado federal mais votado do Brasil e o mais votado da história de Minas Gerais. Em abril de 2023, foi apontado como o deputado federal mais influente do Brasil nas redes sociais. Apresenta-se como "cristão de direita, armamentista, defensor da família" e é um apoiador veemente do ex-presidente Jair Bolsonaro, expoente do partido ao qual Nikolas é filiado, o Partido Liberal.

## Vida pessoal
Nikolas nasceu em 30 de maio de 1996 na favela da Cabana Pai Tomaz, na região oeste de Belo Horizonte, filho de Maria Ruth Ferreira de Oliveira e do pastor evangélico Edésio de Oliveira. Em janeiro de 2023, anunciou noivado com a modelo capixaba Lívia Bergamim Orletti, e convidou o ex-presidente Jair Bolsonaro para a cerimônia de casamento. Casaram-se em abril de 2023, no interior do Espírito Santo.
É bacharel em Direito, formado pela Pontifícia Universidade Católica de Minas Gerais (PUC-MG). É cristão evangélico da denominação Comunidade Graça e Paz, afirmando que sofreu na universidade ao tentar se afirmar como cristão conservador.

## Atividade política
Nikolas Ferreira começou a sua atividade política desde pelo menos 2016, dedicando-se durante vários anos à militância a favor da família Bolsonaro nas redes sociais, em particular como youtuber. Em 2016, acampou durante três dias manifestando-se pelo impeachment de Dilma Rousseff. Participou do canal conservador Terça Livre, tido por ele como "o melhor canal de notícias".
Em março de 2019, participou e foi preletor no primeiro Encontro da União Nacional dos Estudantes Conservadores (Unecon), na sede do Instituto Conservador, em São Paulo, com a palestra intitulada “A supressão dos estudantes conservadores no ambiente acadêmico”, na qual relatou perseguições por parte de professores da esquerda quando cursava Direito na Pontifícia Universidade Católica de Minas Gerais (PUC-MG). Na mesma ocasião, afirmou militar contra o que chamou a "doutrinação" de agendas ligadas à comunidade LGBT.
Em setembro de 2024, contava com 11,8 milhões de seguidores na sua conta de Instagram, entre eles o deputado federal Eduardo Bolsonaro, o Senador Flávio Bolsonaro e Jair Renan. Em 2020, conseguiu o apoio de Eduardo Bolsonaro nas eleições municipais de 2020, sendo então filiado ao Partido Renovador Trabalhista Brasileiro (PRTB). É coordenador do movimento Direita Minas.
Em maio de 2025, ele foi apontado pela pesquisa AtlasIntel como o político com a melhor avaliação positiva do Brasil.

### Vereação de Belo Horizonte e fraude eleitoral
Em 15 de novembro de 2020, foi eleito vereador de Belo Horizonte nas eleições municipais de 2020, sendo o segundo parlamentar mais votado na história da capital mineira, com 29.388 votos, perdendo apenas para Duda Salabert. Após sua eleição, os partidos Rede Sustentabilidade (Rede), Partido Socialismo e Liberdade (PSOL) e Partido Socialista Brasileiro (PSB) entraram com ações contra o Partido Renovador Trabalhista Brasileiro (PRTB), por alegadas irregularidades no ato eleitoral, visando à impugnação de Ferreira. O PSB acusou o PRTB de usar a tática da candidatura-fantasma, e de burlar a quota feminina durante o processo eleitoral, não cumprindo o percentual de 30% reservado a mulheres. O Tribunal Superior Eleitoral julgou procedentes as ações e determinou a cassação dos votos do PRTB nas eleições municipais de 2020 em Belo Horizonte, que elegeu Nikolas Ferreira. Em razão disso, Uner Augusto, suplente que assumiu a titularidade do cargo após Ferreira eleger-se deputado federal, perdeu o mandato de vereador em razão da fraude eleitoral.
Na véspera de Natal de 2020, publicou um vídeo segurando um fuzil Taurus T4556, sugerindo que naquele Natal se oferecessem fuzis como presente, e agradecendo a Bolsonaro essa possibilidade.
No início de fevereiro de 2021, foi nomeado vice-presidente da Comissão de Direitos Humanos e Defesa do Consumidor da Câmara Municipal de Belo Horizonte, sendo aprovado por quatro dos cinco integrantes do colegiado.
No mesmo mês, com base no entendimento que levou à detenção do parlamentar Daniel Silveira, enviou notícia-crime ao Supremo Tribunal Federal (STF), pedindo a prisão do ex-governador Ciro Gomes (PDT) e do deputado federal Marcelo Freixo, por proferirem afirmações que alegadamente atentariam "contra a vida e contra a instituição que é o governo federal.
Em março de 2021, afirmou priorizar o combate àquilo que designou de ideologia de gênero, pedindo sanções aos estabelecimentos de ensino que usarem linguagem neutra, embora sem especificar quais. Nesse contexto, apresentou um projeto de lei à Câmara de Vereadores visando a proibir o uso da linguagem neutra nas escolas de BH, que foi aprovado em abril de 2023, quando Nikolas já era deputado federal. Vereadores de oposição argumentaram que o projeto é inconstitucional, em razão de uma ação direta de inconstitucionalidade movida no STF contra uma lei semelhante, aprovada em Roraima.
Em julho de 2022, após insultar verbalmente a comunidade trans e expor uma adolescente transexual de 14 anos nas redes sociais, que reivindicava o direito de usar o banheiro feminino consoante sua identidade de gênero, passou a ser investigado pelo Ministério Público, acusado de LGBTfobia e violação do Estatuto da Criança e do Adolescente. Em setembro de 2023, a partir dessa investigação, tornou-se réu por transfobia.

### Candidatura a deputado federal
Nas eleições gerais de 2022, disputou o cargo de deputado federal, pelo Partido Liberal (PL), sendo apoiado pelo presidente Jair Bolsonaro, tendo sido o candidato mais votado do Brasil. Em pesquisa da Datatempo publicada pelo Jornal da Manhã em 30 de setembro, Ferreira foi o candidato mais citado na pesquisa espontânea, em que os inquiridos respondem sem acesso à lista com os nomes dos candidatos, obtendo 3,3% das citações. Nikolas Ferreira era também o segundo candidato mais popular na candidatura à Câmara por Minas Gerais no Índice de Popularidade Digital, criado em 2018, após André Janones, que ocupa o primeiro lugar.
Em finais de agosto, Ferreira detinha o perfil de Instagram com maior influência entre o público evangélico, no Instagram na partilha de conteúdos promovendo a reeleição de Bolsonaro, secundado pela primeira-dama, Michelle Bolsonaro. Nos últimos dias da campanha eleitoral, participou num vídeo juntamente com outros influenciadores evangélicos, apelando ao jejum e à oração como arma na eleição de Jair Bolsonaro, apelando ao voto naquele candidato como forma de luta contra "o verdadeiro mal", Luiz Inácio Lula da Silva (PT).
Em setembro de 2022, questionou o deputado federal André Janones (Avante), sobre a sua inscrição suspensa na Ordem dos Advogados do Brasil, tendo confrontado o deputado nos bastidores do debate presidencial da TV Band. Após o embate, Janones publicou no Twitter que "Tem um vereador pedófilo fazendo montagens com meu nome e questionando o porquê da minha OAB estar suspensa". O tweet foi interpretado por Ferreira como sendo dirigido a si, abrindo processo contra Janones. O Tribunal de Justiça de Minas Gerais (TJ-MG) confirmou que foi aberta uma representação criminal/notícia de crime na Vara Criminal, da Infância e da Juventude e de Precatórias da Comarca de Ituiutaba. Após apreciação do processo, em 14 de setembro o juiz André Luiz Riginel da Silva Oliveira declinou da competência, por considerar que se trata de crime eleitoral.
Em 1.º de outubro de 2022, um segurança de Ferreira sacou de um revólver após ser agredido no decurso de uma confusão durante uma carreata em Belo Horizonte, num confronto entre apoiantes de Bolsonaro e torcedores do Atlético Mineiro. Segundo Ferreira, o segurança é seu tio e policial militar (PM), tendo sido assistido após a agressão no Hospital da Polícia Militar na capital mineira. O agressor terá sido preso pela PM.
Em 2022 foi eleito em primeiro lugar para deputado federal, sendo o mais votado do Brasil naquele pleito e o mais votado da história de Minas Gerais.

### Pandemia de COVID-19
Nikolas Ferreira se opôs a muitas das medidas de proteção e contenção decretadas durante a pandemia de COVID-19. Em maio de 2020, em plena pandemia, publicou o vídeo "A hipocrisia do 'Fique em Casa'", gravado na Comunidade do Cabana, em Belo Horizonte, que viralizou entre os apoiadores de Jair Bolsonaro, contrários ao isolamento social como medida de prevenção da COVID-19. No vídeo, Ferreira contrastou depoimentos de moradores com vídeos de artistas produzidos durante o isolamento.
No início de dezembro de 2020, publicou um vídeo que viralizou nas redes sociais, afirmando ao apresentado pela comunidade científica, que a máscara não é eficaz contra a COVID-19.
Em 2021, Ferreira ganhou notoriedade nacional ao ser impedido de visitar o Cristo Redentor no Rio de Janeiro, por não ter se vacinado contra a COVID-19.
Em janeiro de 2021, viu negada pela primeira instância do Poder Judiciário de Minas Gerais uma liminar solicitando a suspensão do decreto municipal que fechou temporariamente os serviços tidos como não essenciais em Belo Horizonte, como medida de proteção contra a propagação da COVID-19. Ferreira alegou que a medida atentava contra a moralidade administrativa devido aos potenciais prejuízos econômicos causados pelo encerramento do comércio, assim como o aumento do desemprego, argumentos não acatados pelo juiz Maurício Leitão Linhares, da 1.ª Vara dos Feitos da Fazenda Pública Municipal da Comarca de Belo Horizonte, que avaliou o caso.
Em 8 de março de 2021, desrespeitou as regras para evitar o contágio por COVID-19, removendo a máscara e discursando sem proteção durante 15 minutos na sessão da Câmara Municipal de Belo Horizonte, saindo do púlpito após o discurso ainda sem máscara.
No mesmo mês, criticando proficuamente as medidas de lockdown então em vigor devido à pandemia de COVID-19, impostas pelo prefeito Alexandre Kalil (PSD), publicou fotos do empresário Lucas Kalil na praia durante o lockdown, afirmando equivocadamente ser o filho do prefeito. Em resposta, o prefeito o apelidou de "criança mal-educada", questionando o respeito do vereador pelos mais velhos e acrescentando que "braveza de garoto, a gente responde com palmada".

### Redes sociais
Nikolas Ferreira utiliza as redes sociais na militância política de pautas conservadoras desde pelo menos 2016, na época do impeachment de Dilma Rousseff. Além de youtuber, participa na rede Instagram, na qual contava com mais de 11 milhões de seguidores em outubro de 2024, entre eles o deputado federal Eduardo Bolsonaro, o senador Flávio Bolsonaro e Jair Renan. Em abril de 2022, Ferreira era considerado um dos políticos conservadores mais influentes nas redes sociais no Brasil, encontrando-se fortemente empenhado na captura do eleitorado jovem para a reeleição de Jair Bolsonaro. Após declarações na tribuna, no dia Internacional da Mulher, em 2023, as redes sociais de Nikolas apresentaram aumento expressivo no número de seguidores, cerca de 20 mil seguidores em 24 horas no Instagram.
Em 28 de outubro de 2022, por determinação do Tribunal Superior Eleitoral (TSE), Nikolas Ferreira divulgou em sua conta no Twitter um direito de resposta do então candidato a presidente Luiz Inácio Lula da Silva (PT) após publicar um vídeo no dia 8 do mesmo mês com a legenda "Faz o L", em alusão ao slogan da candidatura do petista, onde fez diversas acusações. Na declaração, ele desmentiu seis acusações, entre elas, estão temas como a legalização das drogas, aborto, liberdade religiosa, organizações criminosas e censura. Após divulgar a retratação imposta pelo Tribunal, Ferreira publicou em seguida 100 fotos do presidente do TSE, Alexandre de Moraes, com uma orelha do personagem infantil Mickey Mouse, intencionando encobrir a declaração publicada anteriormente. A decisão que concedeu o pedido de resposta foi publicada em 25 de outubro, e exigia que ela permanecesse por pelo menos por oito dias em suas redes. Além disso, tinha que ser feita em até dois dias, sob pena de multa diária de R$ 50 mil.
Em novembro de 2022, as contas de Nikolas no Twitter e no Instagram foram suspensas por uma decisão judicial, devido a publicações apontando informações e notícias sobre as urnas eletrônicas utilizadas nas eleições de 2022. Houve determinação do Ministro Alexandre de Moraes para bloqueio do parlamentar no Telegram, ordem que foi desobedecida pela plataforma, a qual foi penalizada no valor de 1,2 milhão de reais. Posteriormente, o ministro Alexandre de Moraes determinou devolução do acesso às contas do deputado nas redes sociais. Entretanto, após os discursos no Dia Internacional da Mulher, Moraes consultou a Procuradoria-Geral da República sobre o pedido apresentado pela deputada Erika Hilton para a suspensão das redes sociais de Nikolas Ferreira.
Foi multado em 30 mil reais após ter divulgado desinformação contra a candidatura de Luiz Inácio Lula da Silva à presidência, em 2022, por Alexandre de Moraes, presidente do Tribunal Superior Eleitoral (TSE). Nas redes sociais, Ferreira afirmara que o Partido dos Trabalhadores havia desviado 242 bilhões de reais dos recursos da saúde, e que esse valor teria prejudicado o combate à covid-19 no país. A defesa de Ferreira entrou com recurso ao Tribunal, que o indeferiu e manteve, em decisão colegiada, a multa de 30 mil reais. Em maio de 2023, Nikolas Ferreira, Carla Zambelli, Eduardo Bolsonaro e Flávio Bolsonaro foram multados, pela divulgação de vídeo descontextualizado sobre Lula durante as eleições de 2022. Segundo a decisão do TSE, os acusados compartilharam informações falsas em suas redes sociais com o intuito de prejudicar a candidatura do ex-presidente Lula. O vídeo, produzido por Ferreira e partilhado pelos parlamentares, associou o slogan “Faz o L” com o incentivo ao uso de drogas por crianças e adolescentes, a associação desses comportamentos à criminalidade e a propostas de censura de redes sociais.
A despeito da intensa influência de Ferreira nas redes sociais, Ferreira foi alvo de críticas no meio virtual em razão de seus posicionamentos. Ferreira debochou da ativista Thais Carla, em razão dela ser gorda, o que foi criticado por fortalecer o estigma social de pessoas com obesidade. O youtuber Felipe Neto, em 2022, gravou um vídeo de 9 minutos em que chamou Ferreira de "chupetinha de genocida", apelido que foi apontado como homofóbico pela imprensa, embora Felipe Neto tenha alegado que se referia à idade do deputado. Ferreira tornou-se conhecido, da parte de seus opositores, por esse apelido. Em uma sessão da Comissão de Constituição de Justiça, o deputado federal André Janones, interrompeu Nikolas, chamando-o de chupetinha, acompanhado de um coro de parlamentares que o chamavam de "Nikole", em alusão ao discurso de Nikolas no Dia Internacional da Mulher.
Em abril de 2023, uma pesquisa realizada pela consultoria Genial/Quaest, incidindo nas principais plataformas de visibilidade online, como Facebook, Instagram, Twitter e Youtube, Google e Wikipédia, apontou Nikolas Ferreira como o deputado federal mais influente do Brasil nas mídias sociais.
Em novembro de 2024, Nikolas Ferreira foi condenado na Justiça a indenizar Felipe Neto em 8 mil reais por violação de direito de imagem. O influenciador processou o político por utilizar sua imagem em vídeos promocionais nas redes sociais, sem autorização prévia.
Em janeiro de 2025, após publicar um vídeo criticando a nova norma de fiscalização da Receita Federal implementada pelo governo Lula, Nikolas Ferreira alcançou o posto de terceiro vídeo mais assistido da história da internet em apenas 24 horas (excluindo trailers de séries e filmes). O vídeo acumulou um total de 156 milhões de visualizações nesse período, tornando-se o conteúdo mais assistido da história do Instagram em 24 horas e o terceiro mais visualizado da internet. Ele ficou atrás apenas de um vídeo de pegadinha de 1º de abril do Discord, que alcançou pouco mais de 628 milhões de visualizações em 24 horas no YouTube, e de um vídeo promocional da Paramount Pictures para divulgar o filme O Chamado 3 que teve 200 milhões de visualizações no Facebook. Segundo o Aos Fatos, o vídeo viral ajudou a impulsionar a desinformação sobre a fiscalização que a Receita Federal iria fazer sobre o PIX, pois era um tópico tendência nas redes sociais.

### Declarações discriminatórias contra LGBT e condenação
Uma das suas primeiras ações, após eleito vereador, foi chamar de "homem" a transexual Duda Salabert (PDT), vereadora mais votada nas eleições municipais de Belo Horizonte em 2020 e primeira vereadora trans da história do município. Salabert, por seu lado, afirmou não valorizar as posturas conservadoras de Ferreira, telefonando-lhe após a eleição para o parabenizar pela vitória conseguida, com o objetivo de abrir uma janela de diálogo entre os dois. Segundo Salabert, Ferreira afirmou partilhar da mesma opinião, assentindo que as disputas devem ficar apenas no debate de opiniões e propostas. Mais recentemente, queixou-se de não poder ter porte de arma, já que responde a um inquérito policial por crime de injúria racial, devido ao fato ocorrido. Ferreira acusa a vereadora de ter intenção de vingança com a queixa-crime feita contra ele. Visto que não existe tipificação criminal para transfobia e homofobia no Brasil, o Supremo Tribunal Federal decidiu, em 2019, por inclui esses crimes na Lei de Racismo. Em abril de 2023, Nikolas Ferreira foi condenado, em primeira e segunda instância, a pagar uma indenização de R$ 80 mil por danos morais contra Duda Salabert, tendo essa multa sido reduzida a R$ 30 mil, em recurso no STF. Ferreira entrou com recurso, mas esse foi negado, confirmando em agosto de 2024 que o pagamento deveria ser feito à parlamentar.

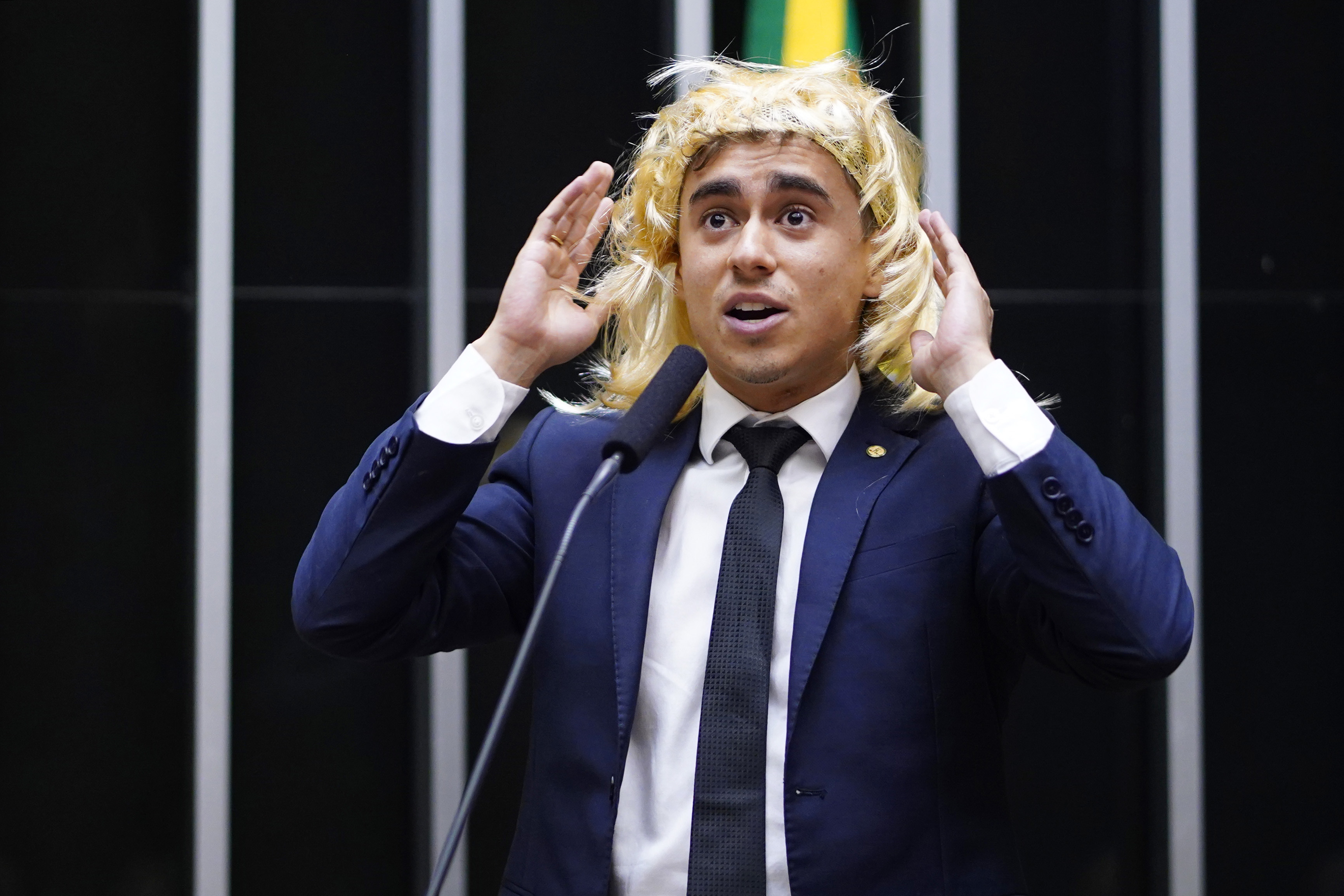
Nikolas Ferreira utiliza peruca, em discurso transfóbico no Dia Internacional das Mulheres (2023)

Em julho de 2022, Ferreira publicou um vídeo, gravado pela irmã num banheiro escolar do Colégio Santa Maria, confrontando uma adolescente transexual que usava as instalações, questionando-a do porquê de estar ali. Em consequência da exposição causada por Ferreira à menor, foi feita uma representação na Coordenadoria de Combate ao Racismo e Todas as Outras Formas de Discriminação pelas vereadoras Bella Gonçalves e Iza Lourença do PSOL, e pela Aliança Nacional LGBTI, acusando Nikolas de transfobia e violação do Estatuto da Criança e do Adolescente (ECA). O Ministério Público de Minas Gerais instaurou inquérito contra Ferreira e, posteriormente, o denunciou por crime de racismo.
Em 8 março de 2023, no Dia Internacional das Mulheres, em exercício do mandato de deputado federal, Nikolas fez um discurso à tribuna da Câmara dos Deputados com declarações transfóbicas e antifeministas. Além de satirizar as mulheres trans usando uma peruca loira e o nome de "Nikole", disse que "as mulheres estão perdendo seu espaço para homens que se sentem mulheres". Em resposta ao discurso de Nikolas Ferreira, o presidente da Câmara dos Deputados, Arthur Lira, escreveu uma reprimenda pública nas redes sociais, afirmando que o plenário não é espaço para discursos preconceituosos. A deputada federal Erika Hilton, travesti, apresentou um abaixo-assinado em favor da cassação do mandato de Nikolas, que colheu 150 mil assinaturas no período de 24 horas. Nikolas teve apoio de outros políticos da extrema-direita, como Eduardo Bolsonaro, que classificou sua atitude como excelente; bem como de Valdemar Costa Neto, presidente do partido de Nikolas, que o defendeu publicamente nas redes sociais. Luiz Mott, histórico ativista LGBT e fundador do Grupo Gay da Bahia, defendeu a sátira de Nikolas, afirmando que não houve qualquer crime de transfobia. As declarações geraram uma onda de críticas a Mott na internet. O posicionamento de Nikolas esteve associado ao crescimento de propostas de cunho transfóbico no Poder Legislativo, em âmbito federal, estadual e municipal.
Como reação judicial ao discurso na Câmara dos Deputados, três notícias-crime foram apresentadas por organizações da sociedade civil e por um grupo de deputados federais ao Supremo Tribunal Federal. A Aliança Nacional LGBTI+ e a Associação Brasileira de Famílias Homotransafetivas (ABRAFH) ingressaram com ação de danos morais coletivos contra Ferreira, reivindicando indenização no valor de R$5 milhões. Todavia, a Procuradoria-Geral da República posicionou-se contrariamente à instauração de inquérito contra Nikolas Ferreira, sob o argumento de que a atuação de Ferreira está respaldada pela imunidade parlamentar.
Em 11 de junho de 2023, data em que ocorreu a parada do orgulho LGBT de São Paulo, Nikolas Ferreira declarou, através das redes sociais, que homossexualidade é pecado: "Homossexualidade não é doença, é pecado. E para pecado não tem remédio, mas arrependimento. Arrependa-se". Além disso, criticou o ativismo LGBT e a presença de menores de idade nesses eventos. Atribuiu à Igreja o papel de proteger o país dos homossexuais: "No Brasil, a coisa ainda não tá tão ruim porque existe o fator chamado igreja, que é o último bloqueio para que isso não inunde o país".
Em 10 de outubro de 2023, Nikolas Ferreira participou do podcast “PleniCast”, onde afirmou que uma pessoa que tenha um relacionamento homossexual “se afaste da vontade de Deus” da mesma forma que a “bebida”, a “mentira”, a “gula” e a “fofoca”, e que os gays são “usados” pelo diabo. O episódio levou a uma queixa-crime à PGR por parte do deputado distrital Fábio Félix.
Em junho de 2024, a deputada federal Érika Hilton (Psol-SP) pediu que o bolsonarista Nikolas Ferreira (PL) seja obrigado a indenizá-la em 5 milhões de reais por declarações transfóbicas feitas durante sessão na Câmara, na semana passada. O pedido enviado à Procuradoria-Geral da República ainda cobra uma investigação contra o parlamentar. No documento encaminhado ao MPF, a parlamentar diz que as falas do colega, além de atacá-la diretamente, têm impacto amplo entre seus seguidores. “Sua declaração transfóbica não apenas perpetua o preconceito e a discriminação, mas também encoraja comportamentos hostis e agressivos por parte do público”, argumentou. Nikolas demonstrou surpresa com o valor solicitado para a indenização e argumentou que sua opinião, como deputado, é "inviolável" e não cabe condenação. Ele ainda declarou que "Essa turminha ama tentar ganhar dinheiro sem trabalhar."
Em 29 de abril de 2025, a Justiça do Distrito Federal condenou o deputado Nikolas Ferreira ao pagamento de 200 mil reais de indenização por fala sobre pessoas trans no plenário da Câmara dos Deputados, que ocorreu em 2023.

### Atuação empresarial e uso político da fé na plataforma Destra
Nikolas é sócio da Destra Cursos, empresa fundada em 2020 e transformada, em 2022, em uma plataforma de cursos voltada a cristãos conservadores. Oferecendo planos de até R$ 685 e com mais de 60 mil assinantes declarados, a Destra empregou 745 mil reais na promoção de anúncios na Meta entre 2024 e 2025.
Os cursos combinam doutrinação religiosa e discurso político, apresentando a política como uma luta entre o bem e o mal, em defesa de valores cristãos e da extrema-direita. A plataforma atua como um mecanismo de radicalização cristã, focada em legitimar a agenda política da extrema-direita como uma missão sagrada. Apesar do faturamento estimado em mais de R$ 30 milhões, Nikolas omite sua atuação empresarial da ficha oficial na Câmara, na qual declara não exercer profissão, ao mesmo tempo em que utiliza seu alcance como parlamentar para promover o conteúdo da Destra.

### Denúncia contra Nikolas Ferreira e aliados nas eleições de Belo Horizonte em 2024
Em 25 de julho de 2025, o Tribunal Regional Eleitoral de Minas Gerais (TRE-MG) aceitou a denúncia do Ministério Público Eleitoral contra os deputados Nikolas Ferreira (PL), Bruno Engler (PL), Delegada Sheila (PL) e Coronel Cláudia (PL), tornando-os réus por suposta disseminação de informações falsas durante o segundo turno das eleições municipais de Belo Horizonte em 2024. Segundo o Ministério Público, os acusados teriam conduzido uma "campanha sistemática de desinformação" contra o então prefeito e candidato à reeleição Fuad Noman (PSD), que venceu o pleito, mas faleceu em março de 2025.

A decisão foi assinada pelo juiz Marcos Antônio da Silva, da 29ª Zona Eleitoral, que afirmou:
"Verifica-se que a descrição dos fatos permite a compreensão sobre a imputação do evento tido como ilícito, possibilitando a ampla defesa dos acusados, tendo sido definidos, com precisão, os limites da acusação, sendo certo que ao final o órgão ministerial entendeu que as condutas dos acusados violaram a norma penal."
Caso haja condenação por órgão colegiado, os envolvidos poderão ser declarados inelegíveis, conforme prevê a legislação eleitoral brasileira, além de estarem sujeitos à suspensão dos direitos políticos e ao pagamento de indenização por danos morais a uma instituição de caridade, conforme decisão judicial, já que a família de Fuad Noman optou por não receber o valor.

## Desempenho em eleições
| Ano  | Eleição                     | Partido | Candidato a      | Votos     | %      | Resultado | Ref    |
| ---- | --------------------------- | ------- | ---------------- | --------- | ------ | --------- | ------ |
| 2020 | Municipal de Belo Horizonte | PRTB    | Vereador         | 29.388    | 2,51%  | Eleito    | [ 19 ] |
| 2022 | Estadual de Minas Gerais    | PL      | Deputado Federal | 1.492.047 | 13,32% | Eleito    | [ 34 ] |